# Jeremenko
Jeremenko je priimek več oseb:
- Ivan Trofimovič Jeremenko, sovjetski general
- Jakov Filipovič Jeremenko, sovjetski general
- Theodore Jeremenko, ameriški umetnik